# Dyenmonus nuptus
Dyenmonus nuptus là một loài bọ cánh cứng trong họ Cerambycidae.